# 全国食鳥肉販売業生活衛生同業組合連合会
全国食鳥肉販売業生活衛生同業組合連合会（ぜんこくしょくちょうにくはんばいぎょうせいかつえいせいどうぎょうくみあいれんごうかい、全鳥連）は全国18都道府県に存在する食鳥肉生活衛生同業組合の全国組織。

## 沿革
1957年（昭和32年）6月「環境衛生関係営業の運営の適正化に関する法律」が施行された。
同法に基づき都道府県ごとの組合の中央連合体として1960年（昭和35年）厚生大臣（現厚生労働大臣）より認可された団体である。

## 概要
- 各都道府県の会員数の総計は1000を超えて、食鳥肉業界としては最大の団体である。